# Setjhekenet
Setjhekenet war eine „Bekannte des Königs“ im alten Ägypten. So wird sie auf ihrer Opferplatte bezeichnet, und mehr ist über sie nicht zu ermitteln.

## Grab
Die Grabanlage (G 1227) wurde 1904 von George Andrew Reisner ausgegraben. Sie stammt aus der späteren Cheopszeit (4. Dynastie).
Die einfache, nicht ummantelte Mastaba enthielt im Anbau im Osten eine Kapelle aus Schlammziegeln, die mehrmals verändert wurde. Im Annex im Norden wurde eine weitere Kapelle errichtet, die wohl aus späterer Zeit stammt. Sie wird von George Andrew Reisner als G 1228 bezeichnet.
Die Mastaba enthielt einen Grabschacht mit einer Sargkammer. Es wurden weder ein Sarkophag noch Spuren einer Bestattung gefunden. In der Westwand der Kultkammer fand sich in situ eine Opferplatte, die eine Besonderheit aufweist: Das Gesicht der Grabbesitzerin wurde absichtlich zerstört. Auch die idmy-Falken über der Stoffliste wurden sorgfältig weggemeißelt. Erhalten blieb aber die Kopfzeile mit dem Namen und Titel der Setjhekenet. Peter Der Manuelian hält es für sehr wahrscheinlich, dass es sich hier um eine Damnatio memoriae handelt. Das würde auch erklären, dass sich keinerlei Spuren einer Bestattung nachweisen ließen. Die Opferplatte befindet sich im Ägyptischen Museum in Kairo (JE 37726). Derzeit ist sie im Nationalmuseum von Port Said zu sehen (P 4802).